# Les Veys
Les Veys település Franciaországban, Manche megyében. Lakosainak száma 441 fő (2018. január 1.). Les Veys Isigny-sur-Mer, Osmanville, Brévands, Catz, Montmartin-en-Graignes és Saint-Pellerin községekkel határos.

## Népesség
A település népességének változása:
| Lakosok száma | 456  | 392  | 370  | 377  | 358  | 389  | 379  | 410  | 443  | 441  |
|               | 1968 | 1975 | 1982 | 1990 | 1999 | 2011 | 2013 | 2015 | 2017 | 2018 |